# Parectromoidella acaciae
Parectromoidella acaciae är en stekelart som beskrevs av Girault 1931. Parectromoidella acaciae ingår i släktet Parectromoidella och familjen sköldlussteklar. Inga underarter finns listade i Catalogue of Life.